# Voivres-lès-le-Mans
Voivres-lès-le-Mans ist eine französische Gemeinde mit 1.350 Einwohnern (Stand: 1. Januar 2022) im Département Sarthe in der Region Pays de la Loire. Sie gehört zum Arrondissement La Flèche und zum Kanton La Suze-sur-Sarthe. Die Einwohner werden Voivrais genannt.

## Geographie
Voivres-lès-le-Mans liegt etwa zwölf Kilometer südwestlich von Le Mans. Umgeben wird Voivres-lès-le-Mans von den Nachbargemeinden Louplande im Norden und Westen, Étival-lès-le-Mans im Norden und Nordosten, Allonnes im Nordosten, Spay im Osten, Fillé im Süden und Südosten sowie Roëzé-sur-Sarthe im Süden und Südwesten.
Der Ort hat einen Bahnhalt an der Bahnstrecke Le Mans–Angers.

## Bevölkerungsentwicklung
| Jahr                      | 1962 | 1968 | 1975 | 1982 | 1990 | 1999 | 2006 | 2013 |
| Einwohner                 | 547  | 600  | 614  | 712  | 773  | 846  | 1098 | 1276 |
| Quelle: Cassini und INSEE |      |      |      |      |      |      |      |      |

## Sehenswürdigkeiten
- Kirche Saint-Étienne aus dem 12. Jahrhundert
- Herrenhaus Perrière aus dem 12. Jahrhundert

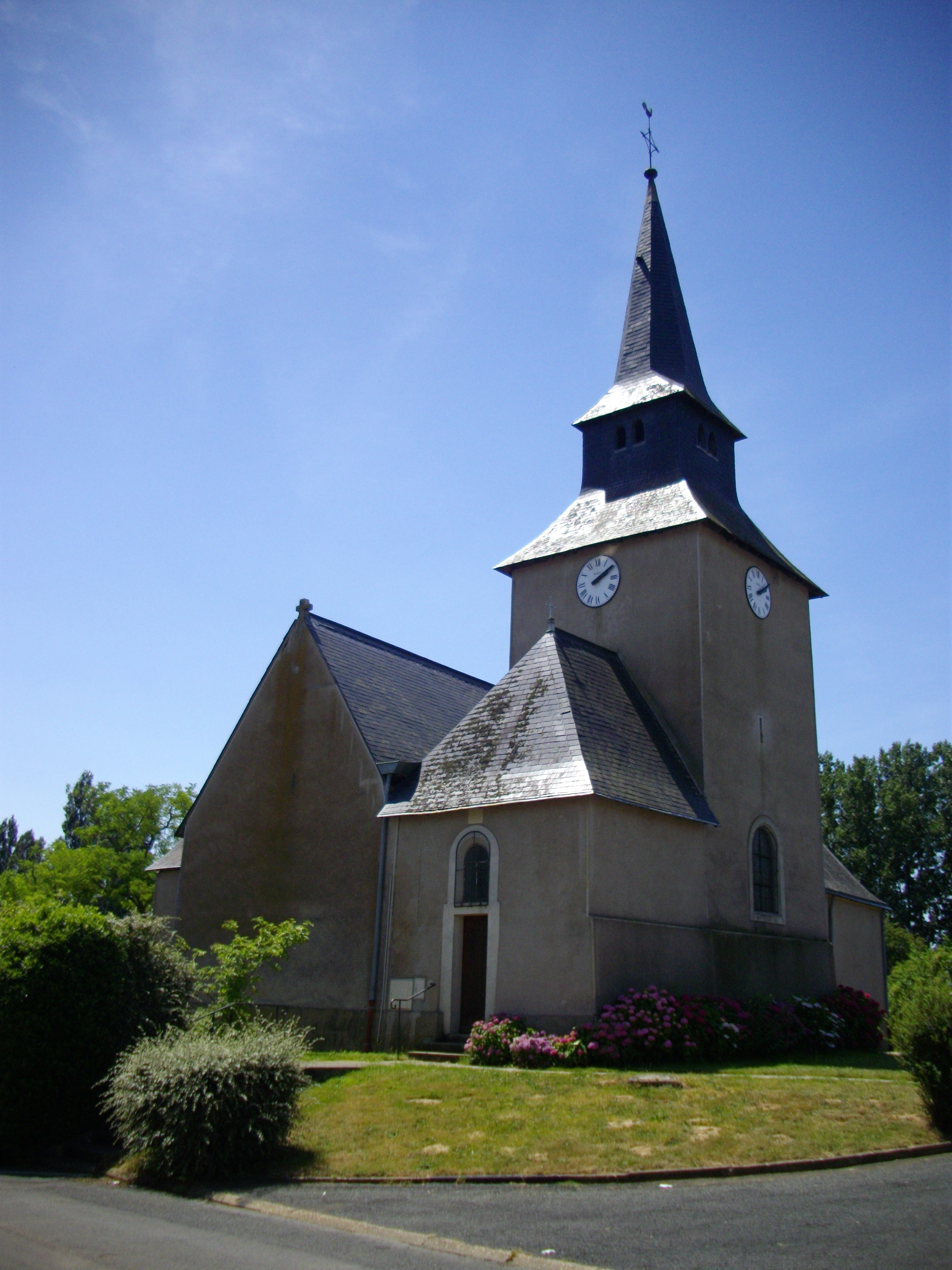
Kirche Saint-Étienne
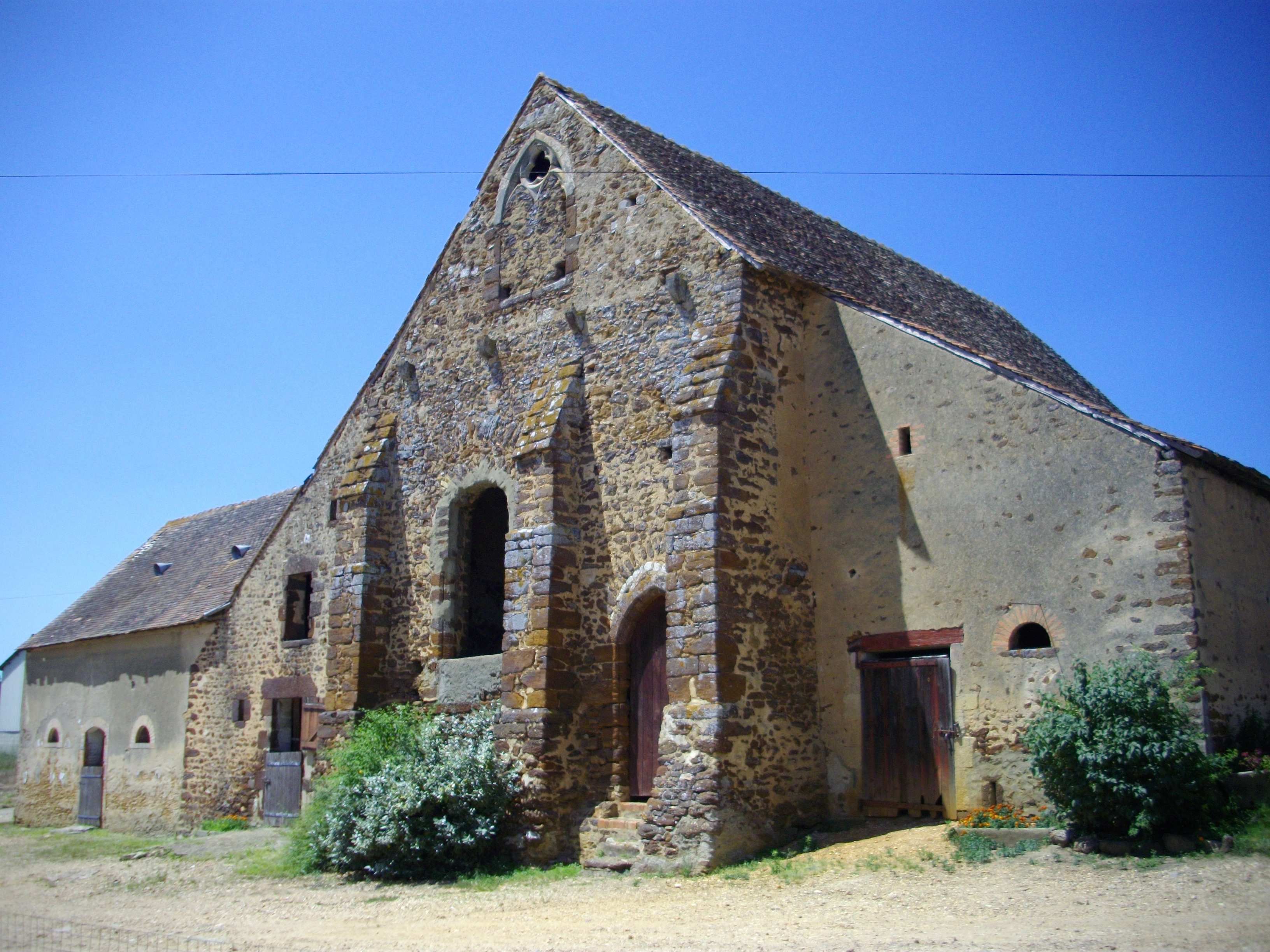
Herrenhaus Perrière